# Château de la Missonnière
Le château de la Missonnière est un château situé en Maine-et-Loire, en France.

## Localisation
Le château de la Missonnière est un château situé dans la commune de Saint-Germain des Prés, Maine-et-Loire, en France.

## Description
Le château de la Missonnière fut construit au XVIIIe siècle, dans le style classique de la région.
Le logis principal se compose d'un corps central flanqué de deux pavillons, murs en tuffeau et faîtage en ardoises angevine.
La cour principale du château, orientée au Sud vers la Loire, est flanquée de deux annexes, servant à l'origine d'écuries (des représentations équestres figurent encore sur les façades). À l'arrière du logis principal, se trouve l'ancienne chapelle, de plan octogonal.
Au Nord du logis principal, le jardin est organisé autour d'un carré en île, bordé de douves.

## Historique
Il est fait mention de la seigneurie de La Missonnière par Célestin Port dans son Dictionnaire de Maine-et-Loire, édition de 1965:

« La Missonnière, Saint-Germain des Prés, terre et seigneurie appartenant en 1407 à Geoffroy Legras, chevalier; en 1459 à Jean Pelaud; au XVIe siècle, seigneurs de La Fautrière. En est seigneur en 1540 François Le Gay; Gabrielle Le Gay, née en 1573, épouse Ch. de Savonnières de la Troche. »

Dans le tome II de "Manoirs et Gentilshommes d'Anjou" de A. Sarrazin, 1987, figure également un court chapitre sur La Missonnière (p. 121 à 124):

« La seigneurie de La Missonnière appartenait, en 1407, au chevalier Geoffroy Legras; celui-ci eut pour successeur Jean Pelaud, autre chevalier des Mauges, qu'on voit en 1459 rendre aveu au seigneur de La Chauvière pour son "hostel de La Missonnière"... »

René la Combe, Résistant, Compagnon de la Libération, Député de 1958 à 1986, Vice-Président de l'Assemblée Nationale et maire de la commune de Saint-Germain-des-Prés de 1959 à 1989, habita le château de la Missonnière jusqu'à la fin des années 1990.

## Faune et flore
Le parc du château de La Missonnière est habité toute l'année par plusieurs types d'animaux :
- des ânes, de race Grand Noir du Berry
- des moutons, au nombre d'une trentaine